# Francisco Hernández Mir
Francisco Hernández Mir (1871-1956) fue un periodista, escritor y político español.

## Biografía
Nacido el 27 de marzo de 1871 en la provincia de Madrid, fue director del diario sevillano La Monarquía (1898), además de colaborador de Barcelona Cómica y otras publicaciones periódicas. A finales del siglo XIX había publicado ya Farrucos y gallinas. Impresiones de un viaje a Melilla (1894). Implicado en la campaña de Marruecos, escribió para el periódico La Libertad acerca de las acciones de España en África. Hernández Mir, a quien Francisco Cuenca atribuye un «estilo ágil y suelto y lleno de amenidad», condensó sus impresiones sobre la guerra marroquí en libros como Del desastre al fracaso, La tragedia del cuota y Del desastre a la victoria (1921-1926).
Durante el periodo de la Segunda República, vinculado al Partido Republicano Radical, fue gobernador civil de las provincias de Albacete y de Almería. Habría fallecido en 1956.